# Депо-Бей (Орегон)
Депо-Бей (англ. Depoe Bay) — місто (англ. city) в США, в окрузі Лінкольн штату Орегон. Населення — 1515 осіб (2020).

## Географія
Депо-Бей розташоване за координатами 44°48′33″ пн. ш. 124°3′35″ зх. д. / 44.80917° пн. ш. 124.05972° зх. д. (44.809141, -124.059677).  За даними Бюро перепису населення США в 2010 році місто мало площу 4,69 км², уся площа — суходіл.

## Демографія
Згідно з переписом 2010 року, у місті мешкало 1398 осіб у 714 домогосподарствах у складі 411 родини. Густота населення становила 298 осіб/км².  Було 1158 помешкань (247/км²).
Расовий склад населення:
| - 92,9 % — білих - 1,5 % — корінних американців - 1,2 % — азіатів - 0,2 % — вихідців з тихоокеанських островів - 1,5 % — осіб інших рас |

До двох чи більше рас належало 2,6 %. Частка іспаномовних становила 4,8 % від усіх жителів.
За віковим діапазоном населення розподілялося таким чином: 9,7 % — особи молодші 18 років, 60,5 % — особи у віці 18—64 років, 29,8 % — особи у віці 65 років та старші. Медіана віку мешканця становила 56,6 року. На 100 осіб жіночої статі у місті припадало 92,8 чоловіків;  на 100 жінок у віці від 18 років та старших — 91,4 чоловіків також старших 18 років.
Середній дохід на одне домашнє господарство  становив 58 610 доларів США (медіана — 46 853), а середній дохід на одну сім'ю — 70 854 долари (медіана — 58 500). Медіана доходів становила 26 705 доларів для чоловіків та 26 705 доларів для жінок. За межею бідності перебувало 13,0 % осіб, у тому числі 26,2 % дітей у віці до 18 років та 5,9 % осіб у віці 65 років та старших.
Цивільне працевлаштоване населення становило 963 особи. Основні галузі зайнятості: мистецтво, розваги та відпочинок — 30,6 %, роздрібна торгівля — 16,0 %, освіта, охорона здоров'я та соціальна допомога — 15,0 %, науковці, спеціалісти, менеджери — 14,2 %.